# Wyżni Białczański Żleb

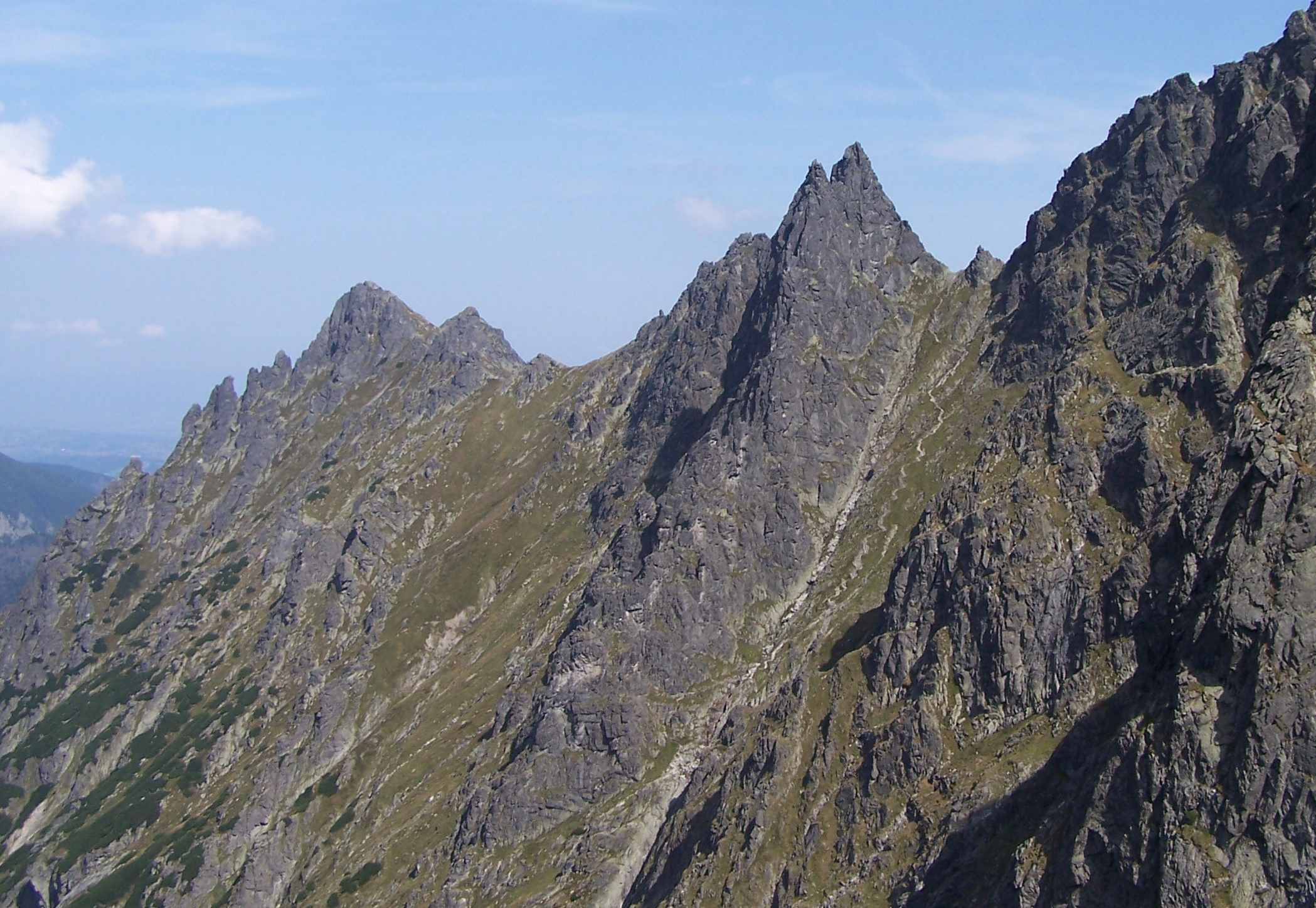
Wyżni Białczański Żleb i wiodąca nim taternicka ścieżka

Wyżni Białczański Żleb (niem. Obere Alpengrundschlucht, słow. Vyšný bielovodský žľab, węg. Felső-Békás-szakadék, 2085 m) – żleb opadający z Białczańskiej Przełęczy Wyżniej (2085 m) nad Czarny Staw pod Rysami (1583 m) w Tatrach Polskich. Jego deniwelacja wynosi 502 m. W najwyższej części ma dwie płytko wcięte odnogi podchodzące pod dwa siodła tej przełęczy rozdzielone Białowodzką Turniczką. Na wysokości około 1900 m uchodzi do niego Spadowy Żleb. Kilkadziesiąt metrów poniżej miejsca połączenie tych żlebów znajduje się pionowy próg o wysokości około 120 m. Białowodzki Żleb ma w nim dwa koryta. Prawe (patrząc od dołu) to głęboki komin tworzący ograniczenie Czołówki Spadowej Kopy. Jest w nim kilka przewieszek. Głównym ciągiem żlebu jest lewe, oddalone o około 30 m koryto zbudowane z wymytych płyt. Nim spływają wody, a w zimie tworzy się na nim lodospad o nachyleniu dochodzącym miejscami do 80°. Dolna część żlebu to usłane piargami koryto uchodzące do Czarnego Stawu na jego południowo-wschodnim brzegu.

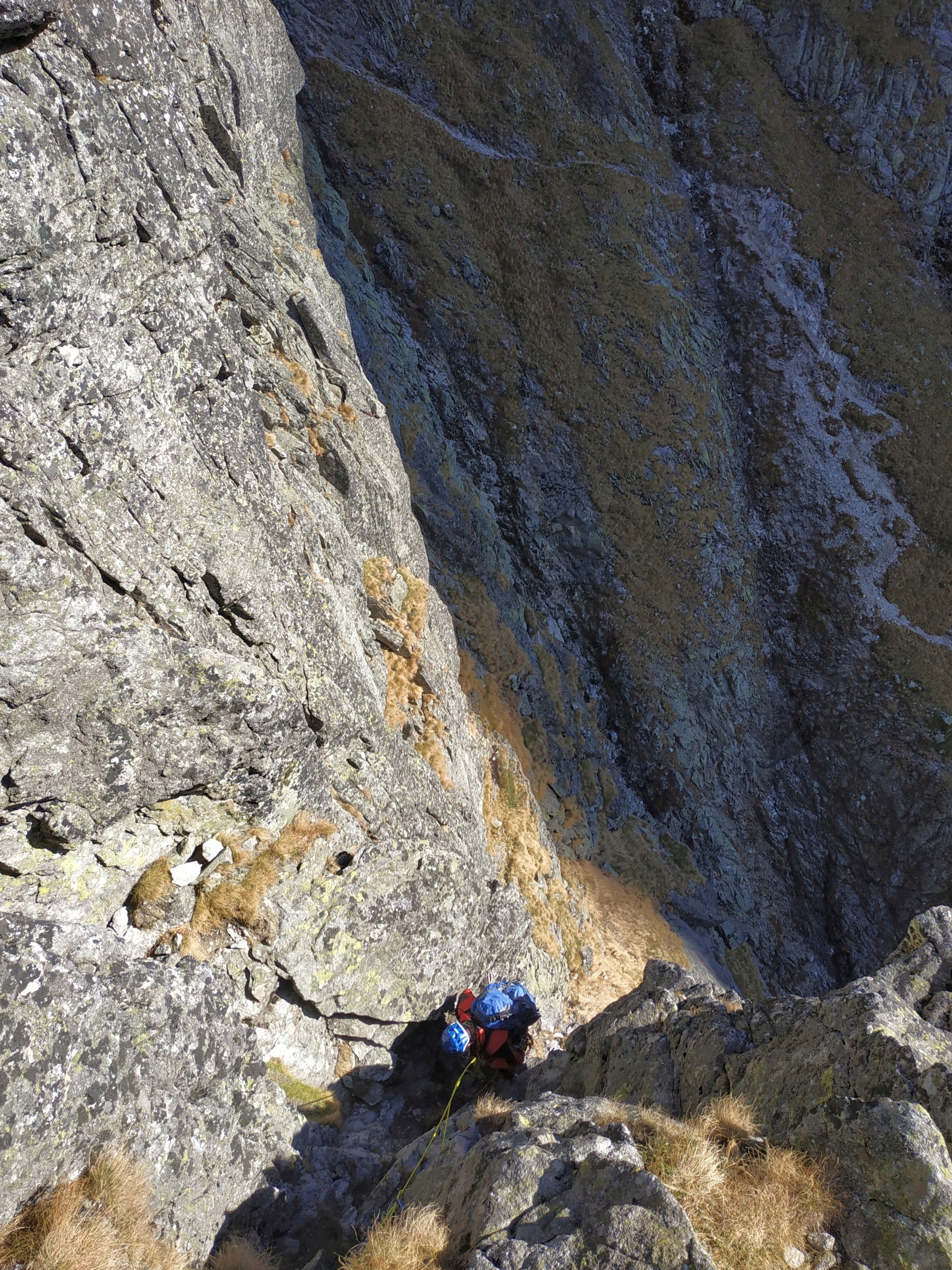
Podejście ze żlebu na Żabią Lalkę

Wyżnim Białczańskim Żlebem prowadzi popularna taternicka droga podejściowo-zejściowa (droga nr 3). Miejscami wiedzie żlebem, miejscami obok niego. Omija najtrudniejszy pionowy próg. Używają jej taternicy przy podejściu lub zejściu z przełęczy, częściej przy podejściu-zejściu podczas wspinaczki na Żabiej Lalce, Żabim Mnichu, Żabim Kapucynie i Czołówce Spadowej Kopy. Jest tak często używana, że występuje na niej zjawisko zwane erozją taternicką. Żlebem prowadzą także dwie inne drogi wspinaczkowe.
1. Wprost dolnym kominem; V w skali tatrzańskiej. czas przejścia 3 godz., miejscami kruszyzna
2. Lewą gałęzią żlebu, przez lodospad; 2 godz. 30 min, nachylenie lodospadu miejscami 80°
3. Lewą gałęzią żlebu z ominięciem progu; I, 1 godz.[2]

Autorem nazwy żlebu jest Władysław Cywiński